# Biogeología
La Biogeología es la ciencia que estudia las interacciones entre la biosfera terrestre y la litosfera.

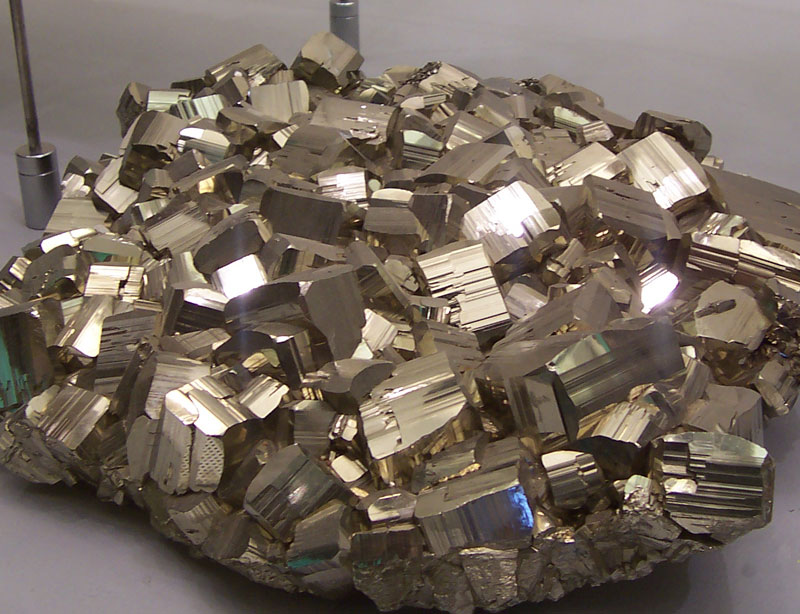
Pirita

 También puede definirse como un estudio interdisciplinar entre la biología y la geología. Guarda importantes similitudes con la geobiología, pero esta última tendría un ámbito más amplio.
La Biogeología examina los componentes bióticos, hidrológicos, y los sistemas terrestres, en su mutua relación, para ayudar a entender el clima de la Tierra, los océanos, y otros efectos en los sistemas geológicos.
Por ejemplo, las bacterias son responsables de la formación de algunos minerales como la pirita, y pueden actuar para concentrar metales económicamente importantes, tales como el estaño y el uranio. Las bacterias también son responsables de la composición química de la atmósfera, que afecta a las tasas de erosión de las rocas.
Antes del período Devónico tardío, eran escasas otras plantas distintas de los líquenes y briófitos. En ese momento evolucionaron las grandes plantas vasculares, creciendo hasta llegar a medir 30 metros de altura. Estas plantas grandes cambiaron la atmósfera, y alteraron la composición del suelo mediante el aumento de la cantidad de carbono orgánico. Esto ayudó a evitar que el suelo fuese arrastrado por la erosión.
Uno de los biogeólogos más famosos en los Estados Unidos fue el Dr. Preston Cloud, un profesor de la Universidad de California en Santa Bárbara. Cloud recibió una beca de investigación de la NASA para examinar las rocas lunares traídas por las misiones Apolo.
Algunas pseudociencias como la radiestesia tratan de incluir sus aportaciones dentro de la Biogeología pues hablan de las interacciones entre energías u ondas supuestamente emitidas por los materiales terrestres que serían percibidas o terminarían afectando a los humanos y a otros seres vivos. 